# Ugotice
Ugotice (tovarke, lat. Gadidae), porodica riba iz reda bakalarki (Gadiformes). Sastoji se od 23 vrste unutar 13 rodova. U Jadranu živi nekoliko vrsta: ugotičica srebrnka, pišmolj, ugotica pučinska i ugotica mala.
Ove ribe žive na dubinama i morskim dnima, pa ih love uglavnom kočama

## Vrste
1. Boreogadus saida (Lepechin, 1774)
2. Eleginus gracilis (Tilesius, 1810)
3. Eleginus nawaga (Walbaum, 1792)
4. Gadiculus argenteus Guichenot, 1850, Ugotičica srebrnka
5. Gadiculus thori Schmidt, 1913
6. Gadus chalcogrammus Pallas, 1814, Aljaška kolja
7. Gadus macrocephalus Tilesius, 1810
8. Gadus morhua Linnaeus, 1758, Bakalar
9. Melanogrammus aeglefinus (Linnaeus, 1758)
10. Merlangius merlangus (Linnaeus, 1758),  Pišmolj
11. Microgadus proximus (Girard, 1854)
12. Microgadus tomcod (Walbaum, 1792)
13. Micromesistius australis Norman, 1937
14. Micromesistius poutassou (Risso, 1827), Ugotica pučinska
15. Pollachius pollachius (Linnaeus, 1758)
16. Pollachius virens (Linnaeus, 1758)
17. Raniceps raninus (Linnaeus, 1758)
18. Theragra finnmarchica Koefoed, 1956
19. Trisopterus capelanus (Lacepède, 1800)
20. Trisopterus esmarkii (Nilsson, 1855)
21. Trisopterus luscus (Linnaeus, 1758)
22. Trisopterus minutus (Linnaeus, 1758), ugotica mala